# Handball-Weltmeisterschaft der Männer
Die Handball-Weltmeisterschaft der Männer (offiziell IHF Men’s World Championship) ist ein Hallenhandballturnier zur Ermittlung der besten Handballnationalmannschaft der Welt. Veranstalter ist die International Handball Federation (IHF). Erstmals wurden 1938 Weltmeisterschaften für Männer im Feldhandball und im Hallenhandball ausgetragen. Nach dem Ende des Zweiten Weltkriegs fanden die beiden Turniere wechselweise in unregelmäßigen Abständen, meist alle drei oder vier Jahre statt. Die letzte Feldhandball-Weltmeisterschaft wurde 1966 in Österreich ausgetragen. Seither wird ein Handball-Weltmeister nur noch in der Halle ermittelt. Seit 1993 wird das Turnier alle zwei Jahre veranstaltet.
Von 1938 bis 2025 gingen die 29 Weltmeistertitel an zehn Verbände der Europäischen Handballföderation. Der aktuelle Handballweltmeister in der Halle ist Dänemark, das erstmals 2019 den Titel gewann und ihn seitdem – als bisher einziger Verband – dreimal (2021, 2023 und 2025) verteidigen konnte. Frankreich ist mit sechs Titeln (1995, 2001, 2009, 2011, 2015 und 2017) Rekordweltmeister.

## Die Turniere im Überblick
Den ersten Weltmeistertitel im Hallenhandball sicherte sich beim noch von der Internationalen Amateur-Handball-Föderation ausgetragenen Turnier 1938 das Deutsche Reich. Wiederaufgenommen wurden die Weltmeisterschaftsturniere erst nach Ende des Zweiten Weltkriegs, fortan veranstaltet von der Internationalen Handballföderation; bei der Weltmeisterschaft 1954 gewann Gastgeberland Schweden den Titel.
Fünf der Turniere wurden außerhalb Europas ausgetragen, alle anderen in Europa.
Alle Weltmeister gehören der Europäischen Handballföderation an. Auch die Medaillenplätze 2 und 3 gingen bis auf eine Ausnahme (2015: Katar) stets an Nationalmannschaften aus Europa. Mit insgesamt sechs Weltmeistertiteln, zwei zweiten Plätzen und vier dritten Plätzen führt die französische Mannschaft die Rangliste im Männerhandball an. Dänemark konnte als einziger Verband den Titel drei Mal verteidigen.

### Deutschland bei der Weltmeisterschaft
Bis zur Wende 1989 gelang es der Bundesrepublik einmal, den Weltmeistertitel zu erringen. Deutschland gewann zuletzt 2007 bei der im eigenen Land ausgetragenen Weltmeisterschaft den Titel. Dieser Titelgewinn unter Trainer Heiner Brand wurde in den Medien als „Wintermärchen“ bezeichnet.

### Übersicht der 29 Turniere
| Jahr | Austragung in                   | Teilnehmer | 1. Platz (Weltmeister) | Ergebnis Finale | 2. Platz         | 3. Platz         |
| ---- | ------------------------------- | ---------- | ---------------------- | --------------- | ---------------- | ---------------- |
| 1938 | Deutsches Reich                 | 04         | Deutsches Reich        | 5:4             | Österreich       | Schweden         |
| 1954 | Schweden                        | 06         | Schweden               | 17:14           | BR Deutschland   | Tschechoslowakei |
| 1958 | DDR                             | 16         | Schweden               | 22:12           | Tschechoslowakei | Deutschland      |
| 1961 | BR Deutschland                  | 12         | Rumänien               | 9:8 n. 2. V.    | Tschechoslowakei | Schweden         |
| 1964 | Tschechoslowakei                | 16         | Rumänien               | 25:22           | Schweden         | Tschechoslowakei |
| 1967 | Schweden                        | 16         | Tschechoslowakei       | 14:11           | Dänemark         | Rumänien         |
| 1970 | Frankreich                      | 16         | Rumänien               | 13:12 n. 2. V.  | DDR              | Jugoslawien      |
| 1974 | DDR                             | 16         | Rumänien               | 14:12           | DDR              | Jugoslawien      |
| 1978 | Dänemark                        | 16         | BR Deutschland         | 20:19           | Sowjetunion      | DDR              |
| 1982 | BR Deutschland                  | 16         | Sowjetunion            | 30:27 n. V.     | Jugoslawien      | Polen            |
| 1986 | Schweiz                         | 16         | Jugoslawien            | 24:22           | Ungarn           | DDR              |
| 1990 | Tschechoslowakei                | 16         | Schweden               | 27:23           | Sowjetunion      | Rumänien         |
| 1993 | Schweden                        | 16         | Russland               | 28:19           | Frankreich       | Schweden         |
| 1995 | Island                          | 24         | Frankreich             | 23:19           | Kroatien         | Schweden         |
| 1997 | Japan                           | 24         | Russland               | 23:21           | Schweden         | Frankreich       |
| 1999 | Ägypten                         | 24         | Schweden               | 25:24           | Russland         | BR Jugoslawien   |
| 2001 | Frankreich                      | 24         | Frankreich             | 28:25 n. V.     | Schweden         | BR Jugoslawien   |
| 2003 | Portugal                        | 24         | Kroatien               | 34:31           | Deutschland      | Frankreich       |
| 2005 | Tunesien                        | 24         | Spanien                | 40:34           | Kroatien         | Frankreich       |
| 2007 | Deutschland                     | 24         | Deutschland            | 29:24           | Polen            | Dänemark         |
| 2009 | Kroatien                        | 24         | Frankreich             | 24:19           | Kroatien         | Polen            |
| 2011 | Schweden                        | 24         | Frankreich             | 37:35 n. V.     | Dänemark         | Spanien          |
| 2013 | Spanien                         | 24         | Spanien                | 35:19           | Dänemark         | Kroatien         |
| 2015 | Katar                           | 24         | Frankreich             | 25:22           | Katar            | Polen            |
| 2017 | Frankreich                      | 24         | Frankreich             | 33:26           | Norwegen         | Slowenien        |
| 2019 | Dänemark und Deutschland        | 24         | Dänemark               | 31:22           | Norwegen         | Frankreich       |
| 2021 | Ägypten                         | 32         | Dänemark               | 26:24           | Schweden         | Spanien          |
| 2023 | Polen und Schweden              | 32         | Dänemark               | 34:29           | Frankreich       | Spanien          |
| 2025 | Kroatien, Dänemark und Norwegen | 32         | Dänemark               | 32:26           | Kroatien         | Frankreich       |
| 2027 | Deutschland                     | 32         | –                      | –:–             | –                | –                |
| 2029 | Frankreich und Deutschland      | 32         | –                      | –:–             | –                | –                |
| 2031 | Island, Dänemark und Norwegen   | 32         | –                      | –:–             | –                | –                |

1. ↑  Bei der Weltmeisterschaft 1938 wurde der Titel nicht in einem Finalspiel entschieden, sondern in einer Gruppe mit vier Mannschaften, wobei jeder gegen jeden spielte. Angegeben ist das Ergebnis des direkten Aufeinandertreffens.
2. ↑  Teilnahme mit einer Gesamtdeutschen Mannschaft

## Austragungsmodi
In der Geschichte der Handball-Weltmeisterschaft wechselte mehrfach der Turniermodus. Nachdem die erste Austragung 1938 mit vier Mannschaften im Modus „Jeder gegen Jeden“ entschieden wurde, gab es 1958 bereits erstmals eine Hauptrunde, bestehend aus zwei Gruppen, für die sich die besten Mannschaften aus den vier Vorrundengruppen qualifizieren konnten. Die Endplatzierung in der Gruppe entschied über die Teilnahme an den Platzierungsspielen. Dieser Modus wurde für die nachfolgenden Turniere beibehalten, bis 1967 die Hauptrunde durch eine KO-Phase mit Viertelfinale ersetzt wurde.
1974 wechselte man wieder zum vorherigen Turniermodus, bestehend aus vier Vorrundengruppen, zwei Hauptrundengruppen und Finalspielen.
1982 wurden die Hauptrundengruppen von vier auf sechs Teams aufgestockt, was bedeutete, dass auch die Gruppendritten der Vorrunde die nächste Runde erreichten. Dieser Modus wurde bis einschließlich 1993 beibehalten.
1995 wurden die Vorrundengruppen von vier auf sechs Mannschaften aufgestockt, womit sich die Teilnehmerzahl von 16 auf 24 Teams erhöhte. Neu in diesem Jahr war die erstmalige Austragung eines Achtelfinals, wodurch die Hauptrunde wegfiel. Diese kehrte bei der Weltmeisterschaft 2003 in Portugal erstmals in Form von vier Gruppen à vier Teams zurück und sorgte für den Wegfall von Achtel- und Viertelfinale.
Zwei Jahre später wurde die Hauptrunde bereits wieder umstrukturiert und nur noch mit zwölf Teams in zwei Gruppen mit jeweils sechs Nationen gespielt.
2007 bei der Weltmeisterschaft in Deutschland wurden die Teams zum ersten und einzigen Mal in der Geschichte auf sechs Vorrundengruppen verteilt. Außerdem wurde wieder ein Viertelfinale ausgetragen, statt die beiden besten Teams pro Hauptrundengruppe das Halbfinale bestreiten zu lassen. Für die beiden folgenden Turniere kehrte man wieder zum Modus von 2005 zurück.
Ab 2013 wurde die Finalrunde wieder um ein Viertelfinale und ein Achtelfinale erweitert, was zu einem erneuten Verzicht auf eine Hauptrunde führte. Für die Weltmeisterschaft 2019 kehrte man zum vorherigen Format zurück.
2021 nahmen erstmals 32 Teams teil, weshalb erstmals eine Vorrunde mit acht Gruppen à vier Mannschaften ausgetragen wurde. Die Anzahl der Hauptrundengruppen wurde von zwei auf vier verdoppelt, wodurch 24 Nationen die nächste Runde erreichen konnten. Die beiden besten Team pro Gruppe erreichten das Viertelfinale. Für die Weltmeisterschaften 2023 und 2025 wurde dieses Format beibehalten.
| Ausrichtung | Ausrichtung                    | Turnierform mit | Turnierform mit             | Turnierform mit            | Turnierform mit                                                 | Turnierform mit                                      |
| Jahr        | Organisator                    | Teams           | Vorrunde                    | Hauptrunde                 | Platzierungsrunde                                               | Finalrunde                                           |
| ----------- | ------------------------------ | --------------- | --------------------------- | -------------------------- | --------------------------------------------------------------- | ---------------------------------------------------- |
| 1938        | Deutsches Reich                | 04              | 1 Gruppe mit 4 Mannschaften | -                          | -                                                               | -                                                    |
| 1954        | Schweden                       | 06              | 2 Gruppen à 3 Mannschaften  | -                          | -                                                               | Platz 5 Platz 3 Finale                               |
| 1958        | DDR                            | 16              | 4 Gruppen à 4 Mannschaften  | 2 Gruppen à 4 Mannschaften | -                                                               | Platz 7 Platz 5 Platz 3 Finale                       |
| 1961        | BR Deutschland                 | 12              | 4 Gruppen à 3 Mannschaften  | 2 Gruppen à 4 Mannschaften | -                                                               | Platz 7 Platz 5 Platz 3 Finale                       |
| 1964        | Tschechoslowakei               | 16              | 4 Gruppen à 4 Mannschaften  | 2 Gruppen à 4 Mannschaften | -                                                               | Platz 7 Platz 5 Platz 3 Finale                       |
| 1967        | Schweden                       | 16              | 4 Gruppen à 4 Mannschaften  | -                          | Platz 5–8                                                       | Viertelfinale Halbfinale Platz 3 Finale              |
| 1970        | Frankreich                     | 16              | 4 Gruppen à 4 Mannschaften  | -                          | Platz 9–12 Platz 5–8                                            | Viertelfinale Halbfinale Platz 3 Finale              |
| 1974        | DDR                            | 16              | 4 Gruppen à 4 Mannschaften  | 2 Gruppen à 4 Mannschaften | Platz 9–12 Platz 7 Platz 5                                      | Viertelfinale Halbfinale Platz 3 Finale              |
| 1978        | Dänemark                       | 16              | 4 Gruppen à 4 Mannschaften  | 2 Gruppen à 4 Mannschaften | Platz 9–12                                                      | Platz 7 Platz 5 Platz 3 Finale                       |
| 1982        | BR Deutschland                 | 16              | 4 Gruppen à 4 Mannschaften  | 2 Gruppen à 6 Mannschaften | Platz 13–16                                                     | Platz 11 Platz 9 Platz 7 Platz 5 Platz 3 Finale      |
| 1986        | Schweiz                        | 16              | 4 Gruppen à 4 Mannschaften  | 2 Gruppen à 6 Mannschaften | Platz 13–16                                                     | Platz 11 Platz 9 Platz 7 Platz 5 Platz 3 Finale      |
| 1990        | Tschechoslowakei               | 16              | 4 Gruppen à 4 Mannschaften  | 2 Gruppen à 6 Mannschaften | Platz 13–16                                                     | Platz 11 Platz 9 Platz 7 Platz 5 Platz 3 Finale      |
| 1993        | Schweden                       | 16              | 4 Gruppen à 4 Mannschaften  | 2 Gruppen à 6 Mannschaften | Platz 13–16                                                     | Platz 11 Platz 9 Platz 7 Platz 5 Platz 3 Finale      |
| 1995        | Island                         | 24              | 4 Gruppen à 6 Mannschaften  | -                          | Platz 9–12 Platz 5–8                                            | Achtelfinale Viertelfinale Halbfinale Platz 3 Finale |
| 1997        | Japan                          | 24              | 4 Gruppen à 6 Mannschaften  | -                          | Platz 5–8                                                       | Achtelfinale Viertelfinale Halbfinale Platz 3 Finale |
| 1999        | Ägypten                        | 24              | 4 Gruppen à 6 Mannschaften  | -                          | Platz 5–8                                                       | Achtelfinale Viertelfinale Halbfinale Platz 3 Finale |
| 2001        | Frankreich                     | 24              | 4 Gruppen à 6 Mannschaften  | -                          | Platz 5–8                                                       | Achtelfinale Viertelfinale Halbfinale Platz 3 Finale |
| 2003        | Portugal                       | 24              | 4 Gruppen à 6 Mannschaften  | 4 Gruppen à 4 Mannschaften | Platz 5–8                                                       | Halbfinale Platz 3 Finale                            |
| 2005        | Tunesien                       | 24              | 4 Gruppen à 6 Mannschaften  | 2 Gruppen à 6 Mannschaften | Platz 11 Platz 9 Platz 7 Platz 5                                | Halbfinale Platz 3 Finale                            |
| 2007        | Deutschland                    | 24              | 6 Gruppen à 4 Mannschaften  | 2 Gruppen à 6 Mannschaften | Platz 13–24 (President’s Cup) Platz 9–12 Platz 5–8              | Viertelfinale Halbfinale Platz 3 Finale              |
| 2009        | Kroatien                       | 24              | 4 Gruppen à 6 Mannschaften  | 2 Gruppen à 6 Mannschaften | Platz 13–24 (President’s Cup) Platz 5–12                        | Halbfinale Platz 3 Finale                            |
| 2011        | Schweden                       | 24              | 4 Gruppen à 6 Mannschaften  | 2 Gruppen à 6 Mannschaften | 21–24 17–20 13–16 (President’s Cup) 5–12                        | Halbfinale Platz 3 Finale                            |
| 2013        | Spanien                        | 24              | 4 Gruppen à 6 Mannschaften  | -                          | Platz 21–24 Platz 17–20 (President’s Cup)                       | Achtelfinale Viertelfinale Halbfinale Platz 3 Finale |
| 2015        | Katar                          | 24              | 4 Gruppen à 6 Mannschaften  | -                          | Platz 21–24 Platz 17–20 (President’s Cup) Platz 5–8             | Achtelfinale Viertelfinale Halbfinale Platz 3 Finale |
| 2017        | Frankreich                     | 24              | 4 Gruppen à 6 Mannschaften  | -                          | Platz 21–24 Platz 17–20 (President’s Cup)                       | Achtelfinale Viertelfinale Halbfinale Platz 3 Finale |
| 2019        | Dänemark / Deutschland         | 24              | 4 Gruppen à 6 Mannschaften  | 2 Gruppen à 6 Mannschaften | Platz 21–24 Platz 17–20 Platz 13–16 (President’s Cup) Platz 5–8 | Halbfinale Platz 3 Finale                            |
| 2021        | Ägypten                        | 32              | 8 Gruppen à 4 Mannschaften  | 4 Gruppen à 6 Mannschaften | Platz 25–32 (President’s Cup)                                   | Viertelfinale Halbfinale Platz 3 Finale              |
| 2023        | Polen / Schweden               | 32              | 8 Gruppen à 4 Mannschaften  | 4 Gruppen à 6 Mannschaften | Platz 25–32 (President’s Cup) Platz 5–8                         | Viertelfinale Halbfinale Platz 3 Finale              |
| 2025        | Kroatien / Dänemark / Norwegen | 32              | 8 Gruppen à 4 Mannschaften  | 4 Gruppen à 6 Mannschaften | Platz 25–32 (President’s Cup)                                   | Viertelfinale Halbfinale Platz 3 Finale              |
| 2027        | Deutschland                    | 32              | Noch offen                  | Noch offen                 | Noch offen                                                      | Noch offen                                           |
| 2029        | Frankreich / Deutschland       | 32              | Noch offen                  | Noch offen                 | Noch offen                                                      | Noch offen                                           |
| 2031        | Island / Dänemark / Norwegen   | 32              | Noch offen                  | Noch offen                 | Noch offen                                                      | Noch offen                                           |

## Medaillenspiegel
Stand: Nach allen 29 Hallenhandball-Weltmeisterschaften, einschließlich 2025. (ohne 7 × Feldhandball-WM)

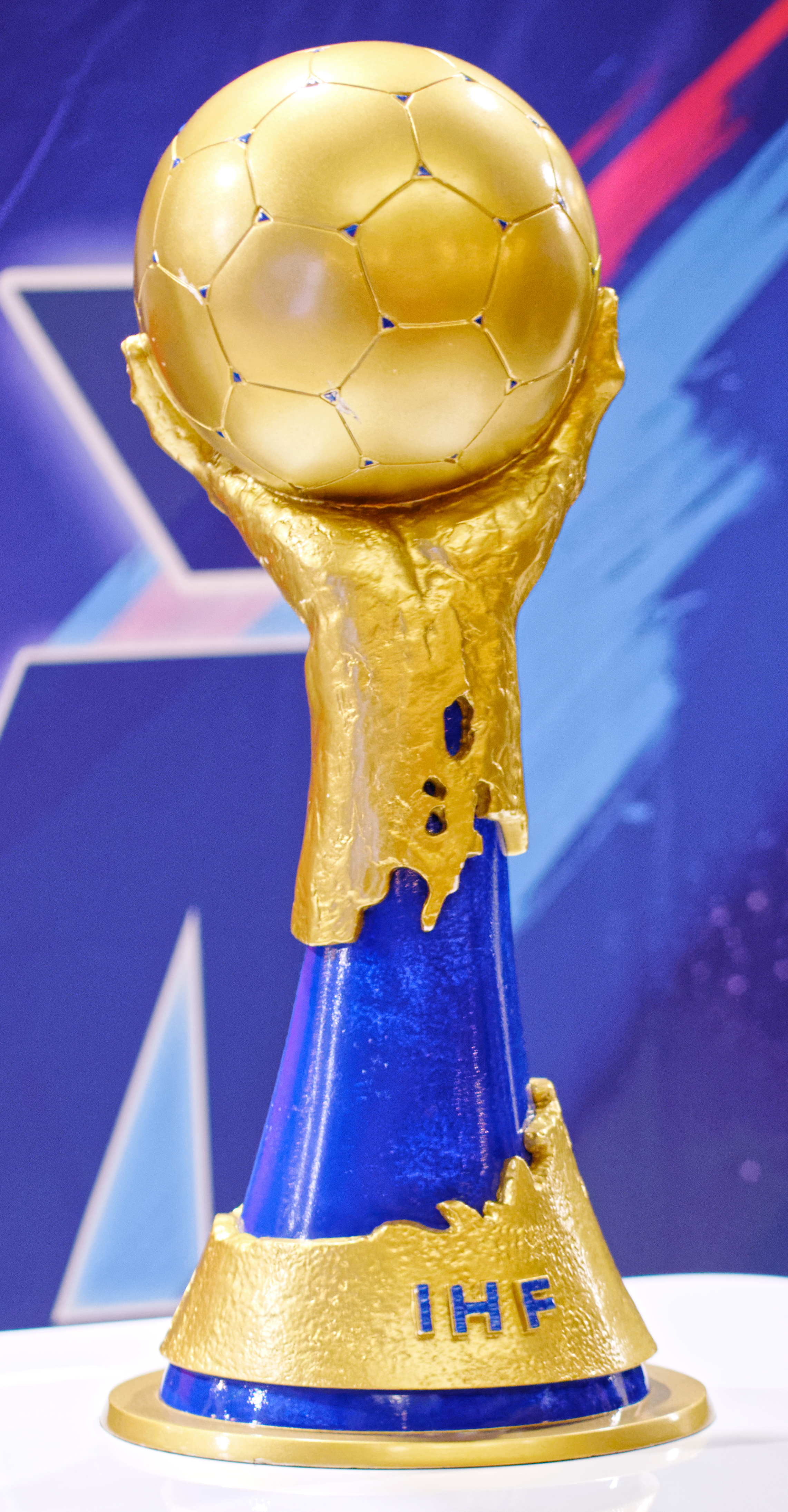
Der Handball-Weltpokal der Männer

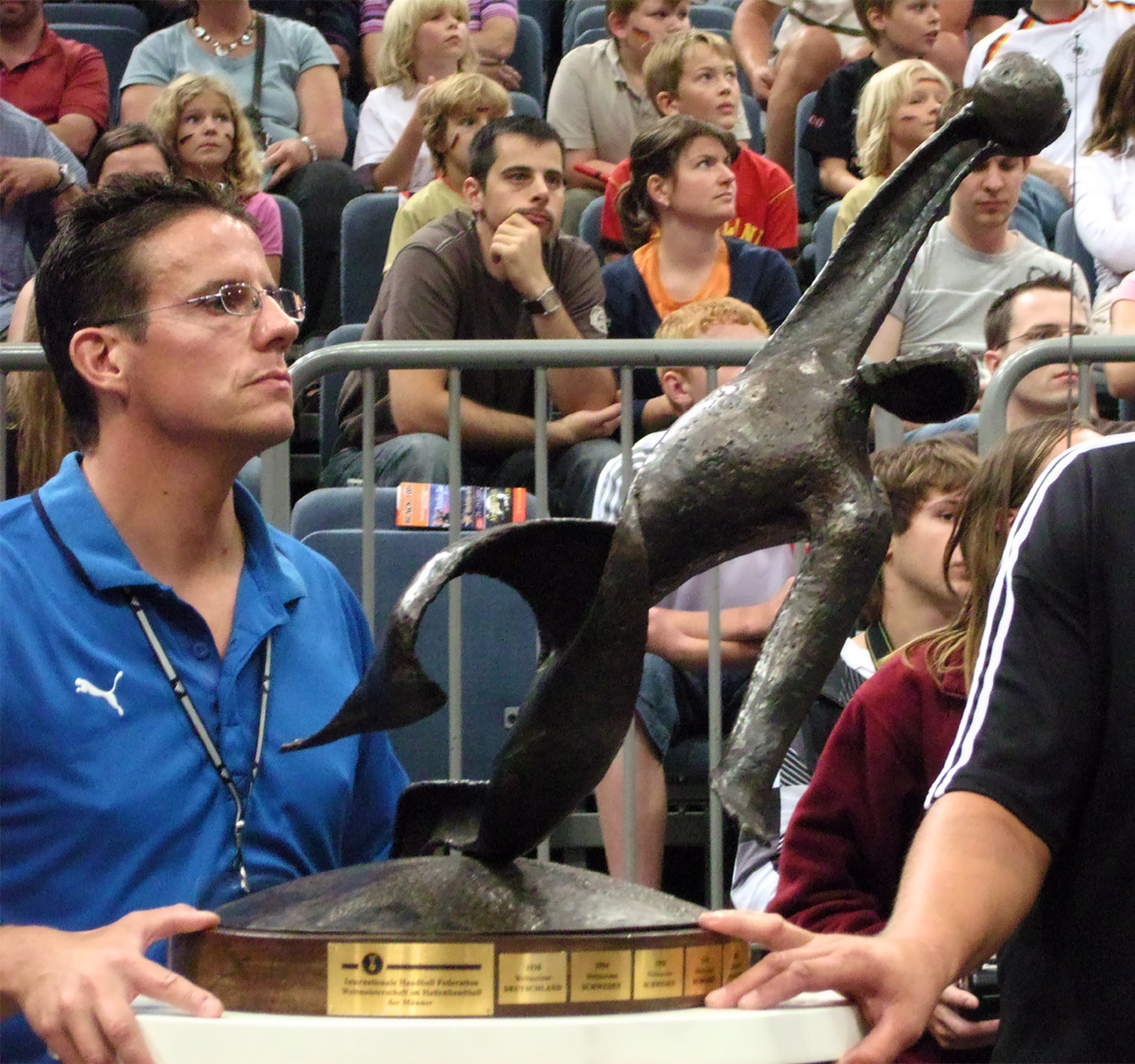
Die frühere Trophäe bis 2017

| Rang | Land                                      | Goldmedaillen | Silbermedaillen | Bronzemedaillen | Gesamt       |
| ---- | ----------------------------------------- | ------------- | --------------- | --------------- | ------------ |
| 01   | Frankreich                                | 06            | 02              | 05              | 13           |
| 02   | Schweden                                  | 04            | 04              | 04              | 12           |
| 03   | Dänemark                                  | 04            | 03              | 01              | 08           |
| 04   | Rumänien                                  | 04            | 0-              | 02              | 06           |
| 05   | Deutschland (davon DDR) (davon Dt. Reich) | 03 0(0) 0(1)  | 04 0(2) 0(0)    | 03 0(2) 0(0)    | 10 0(4) 0(1) |
| 06   | Russland (davon Sowjetunion)              | 03 0(1)       | 03 0(2)         | - 0(-)          | 06 0(3)      |
| 07   | Spanien                                   | 02            | 0-              | 03              | 05           |
| 08   | Kroatien                                  | 01            | 04              | 01              | 06           |
| 09   | Tschechoslowakei                          | 01            | 02              | 02              | 05           |
| 10   | BR Jugoslawien (davon SFR Jugoslawien)    | 01 0(1)       | 01 0(1)         | 04 0(2)         | 06 0(4)      |
| 11   | Norwegen                                  | 0-            | 02              | 0-              | 02           |
| 12   | Polen                                     | 0-            | 01              | 03              | 04           |
| 13   | Ungarn                                    | 0-            | 01              | 0-              | 01           |
|      | Österreich                                | 0-            | 01              | 0-              | 01           |
|      | Katar                                     | 0-            | 01              | 0-              | 01           |
| 16   | Slowenien                                 | 0-            | 0-              | 01              | 01           |

## Platzierungen der deutschsprachigen Staaten bei Weltmeisterschaften
|                | 1938 | 54 | 58 | 61 | 64 | 67 | 70 | 74 | 78 | 82 | 86 | 90 | 93 | 95 | 97 | 99 | 2001 | 03 | 05 | 07 | 09 | 11 | 13 | 15 | 17 | 19 | 21 | 23 | 25 |
| -------------- | ---- | -- | -- | -- | -- | -- | -- | -- | -- | -- | -- | -- | -- | -- | -- | -- | ---- | -- | -- | -- | -- | -- | -- | -- | -- | -- | -- | -- | -- |
| Deutschland    | 1    | 2  | 3  | 4  | 4  | 6  | 5  | 9  | 1  | 7  | 7  | /  | 6  | 4  | /  | 5  | 8    | 2  | 9  | 1  | 5  | 11 | 5  | 7  | 9  | 4  | 12 | 5  | 6  |
| DDR (bis 1990) | –    | –  | 3  | 4  | 9  | 9  | 2  | 2  | 3  | 6  | 3  | 8  | –  | –  | –  | –  | –    | –  | –  | –  | –  | –  | –  | –  | –  | –  | –  | –  | –  |
| Österreich     | 2    | /  | V  | /  | /  | /  | /  | /  | /  | /  | /  | /  | 14 | /  | /  | /  | /    | /  | /  | /  | /  | 18 | /  | 13 | /  | 19 | 26 | /  | 17 |
| Schweiz        | /    | 4  | /  | V  | V  | V  | V  | /  | /  | 12 | 11 | 13 | 4  | 7  | /  | /  | /    | /  | /  | /  | /  | /  | /  | /  | /  | /  | 16 | /  | 11 |
| Luxemburg      | /    | /  | 16 | /  | /  | /  | /  | /  | /  | /  | /  | /  | /  | /  | /  | /  | /    | /  | /  | /  | /  | /  | /  | /  | /  | /  | /  | /  | /  |

- Bei den Weltmeisterschaften 1958 und 1961 trat eine gemeinsame Mannschaft der DDR und der Bundesrepublik Deutschland an.
- / = nicht teilgenommen oder nicht qualifiziert; V = in der Vorrunde ausgeschieden (ohne Platzierung)

## Varia
| Turnier               | Org. | Orte | Hallen | Meldungen | Teams | Spiele | Tore  | Tore ø | Zuschauer | Zuschauer ø | Gelbe Karten | ø    | Zwei-Minuten-Strafe | ø     | Rote Karten | ø    | Blaue Karten | ø    |
| --------------------- | ---- | ---- | ------ | --------- | ----- | ------ | ----- | ------ | --------- | ----------- | ------------ | ---- | ------------------- | ----- | ----------- | ---- | ------------ | ---- |
| 2001                  | 1    | 8    | 8      |           | 24    | 80     | 4.004 | 55,05  |           |             |              |      |                     |       |             |      |              |      |
| 2003                  | 1    | 9    | 9      |           | 24    | 84     | 4.638 | 55,21  |           |             |              |      |                     |       |             |      |              |      |
| 2005                  | 1    | 6    | 6      |           | 24    | 86     | 4.825 | 56,10  |           |             | 516          | 6,00 | 912                 | 10,60 | 51          | 0,59 |              |      |
| 2007                  | 1    | 120  | 120    |           | 24    | 92     | 5.325 | 57,88  |           |             | 514          | 5,59 | 751                 | 8,16  | 33          | 0,36 |              |      |
| 2009                  | 1    | 7    | 7      |           | 24    | 1100   | 6.090 | 55,36  | 392.550   | 3.569       | 673          | 6,12 | 874                 | 7,95  | 29          | 0,26 |              |      |
| 2011                  | 1    | 8    | 8      | 68        | 24    | 98     | 5.390 | 55,00  | 399.019   | 4.072       | 583          | 5,95 | 798                 | 8,14  | 31          | 0,32 |              |      |
| 2013                  | 1    | 6    | 6      | 68        | 24    | 84     | 4.529 | 53,92  |           |             | 514          | 6,12 | 667                 | 7,94  | 22          | 0,26 |              |      |
| 2015                  | 1    | 1    | 3      | 67        | 24    | 88     | 4.805 | 54,60  | 306.100   | 3.478       | 528          | 6,00 | 871                 | 9,90  | 38          | 0,43 |              |      |
| 2017                  | 1    | 8    | 8      | >74       | 24    | 84     | 4.643 | 55,30  | 551.879   | 6.570       | 403          | 4,80 | 615                 | 7,32  | 20          | 0,24 |              |      |
| 2019                  | 2    | 8    | 8      | >83       | 24    | 96     | 5.239 | 54,57  | 906.283   | 9.440       | 318          | 3,31 | 774                 | 8,06  | 26          | 0,27 | 1            | 0,01 |
| 2021                  | 1    | 4    | 4      |           | 32    | 102    | 5.803 | 56,89  |           |             | 214          | 2,10 | 832                 | 8,16  | 37          | 0,36 | 2            | 0,02 |
| 2023                  | 2    | 9    | 9      | 89        | 32    | 112    | 6.555 | 58,53  | 618.112   | 5.519       | 136          | 1,21 | 784                 | 7,00  | 34          | 0,30 | 3            | 0,03 |
| 2025                  | 3    | 5    | 5      | 88        | 32    | 108    | 6.291 | 58,25  | 533.060   | 4.936       | 103          | 0,95 | 677                 | 6,27  | 44          | 0,41 | 0            | 0,00 |
| 2027                  | 1    |      |        |           |       |        |       |        |           |             |              |      |                     |       |             |      |              |      |
| 2029                  | 2    |      |        |           |       |        |       |        |           |             |              |      |                     |       |             |      |              |      |
| 2031                  | 3    |      |        |           |       |        |       |        |           |             |              |      |                     |       |             |      |              |      |
| Jeweilige Rekordmarke |      |      |        |           |       |        |       |        |           |             |              |      |                     |       |             |      |              |      |

## Personenrekorde
Aktive Spieler und Trainer sind fett markiert.

### Meiste Goldmedaillen als Spieler
Diese Tabelle zeigt die erfolgreichsten Spieler nach der Anzahl der gewonnenen Goldmedaillen.
| Rang | Spieler                 | Land       | Erste Medaille | Letzte Medaille | Gold | Silber | Bronze | Gesamt |
| ---- | ----------------------- | ---------- | -------------- | --------------- | ---- | ------ | ------ | ------ |
| 1    | Thierry Omeyer          | Frankreich | 2001           | 2017            | 5    | –      | 2      | 7      |
| 2    | Nikola Karabatić        | Frankreich | 2005           | 2023            | 4    | 1      | 2      | 7      |
| 3    | Mads Mensah Larsen      | Dänemark   | 2013           | 2025            | 4    | 1      | –      | 5      |
| 3    | Henrik Møllgaard Jensen | Dänemark   | 2013           | 2025            | 4    | 1      | –      | 5      |
| 5    | Jérôme Fernandez        | Frankreich | 2001           | 2015            | 4    | –      | 2      | 6      |
| 5    | Michaël Guigou          | Frankreich | 2005           | 2019            | 4    | –      | 2      | 6      |
| 5    | Daniel Narcisse         | Frankreich | 2001           | 2017            | 4    | –      | 2      | 6      |
| 8    | Cédric Sorhaindo        | Frankreich | 2009           | 2019            | 4    | –      | 1      | 5      |
| 9    | Simon Hald Jensen       | Dänemark   | 2019           | 2025            | 4    | –      | –      | 4      |
| 9    | Jóhan á Plógv Hansen    | Dänemark   | 2019           | 2025            | 4    | –      | –      | 4      |
| 9    | Magnus Landin Jacobsen  | Dänemark   | 2019           | 2025            | 4    | –      | –      | 4      |

### Mehrfache Medaillengewinner als Spieler
Diese Tabelle zeigt Spieler, die mindestens sechs Medaillen bei Weltmeisterschaften gewonnen haben.
| Rang | Spieler            | Land       | Erste Medaille | Letzte Medaille | Gold | Silber | Bronze | Gesamt |
| ---- | ------------------ | ---------- | -------------- | --------------- | ---- | ------ | ------ | ------ |
| 1    | Thierry Omeyer     | Frankreich | 2001           | 2017            | 5    | –      | 2      | 7      |
| 2    | Nikola Karabatić   | Frankreich | 2005           | 2023            | 4    | 1      | 2      | 7      |
| 3    | Jérôme Fernandez   | Frankreich | 2001           | 2015            | 4    | –      | 2      | 6      |
| 3    | Michaël Guigou     | Frankreich | 2005           | 2019            | 4    | –      | 2      | 6      |
| 3    | Daniel Narcisse    | Frankreich | 2001           | 2017            | 4    | –      | 2      | 6      |
| 6    | Magnus Andersson   | Schweden   | 1990           | 2001            | 2    | 2      | 2      | 6      |
| 6    | Ola Lindgren       | Schweden   | 1990           | 2001            | 2    | 2      | 2      | 6      |
| 6    | Magnus Wislander   | Schweden   | 1990           | 2001            | 2    | 2      | 2      | 6      |
| 9    | Jackson Richardson | Frankreich | 1993           | 2005            | 2    | 1      | 3      | 6      |

### Meiste Goldmedaillen als Trainer
Diese Tabelle zeigt alle Trainer mit mindestens zwei gewonnenen Goldmedaillen.
| Rang | Trainer           | Land       | Erste Medaille | Letzte Medaille | Gold | Silber | Bronze | Gesamt |
| ---- | ----------------- | ---------- | -------------- | --------------- | ---- | ------ | ------ | ------ |
| 1    | Nicolae Nedeff    | Rumänien   | 1961           | 1974            | 4    | –      | –      | 4      |
| 1    | Nikolaj Jacobsen  | Dänemark   | 2019           | 2025            | 4    | –      | –      | 4      |
| 3    | Claude Onesta     | Frankreich | 2003           | 2015            | 3    | –      | 2      | 5      |
| 4    | Bengt Johansson   | Schweden   | 1990           | 2001            | 2    | 2      | 2      | 6      |
| 5    | Daniel Costantini | Frankreich | 1993           | 2001            | 2    | 2      | –      | 4      |
| 5    | Curt Widmark      | Schweden   | 1954           | 1964            | 2    | 1      | 1      | 4      |
| 6    | Wladimir Maximow  | Russland   | 1993           | 1999            | 2    | 1      | –      | 3      |

### Mehrfache Medaillengewinner als Trainer
Diese Tabelle zeigt alle Trainer mit mindestens vier gewonnenen Medaillen.
| Rang | Trainer           | Land       | Erste Medaille | Letzte Medaille | Gold | Silber | Bronze | Gesamt |
| ---- | ----------------- | ---------- | -------------- | --------------- | ---- | ------ | ------ | ------ |
| 1    | Bengt Johansson   | Schweden   | 1990           | 2001            | 2    | 2      | 2      | 6      |
| 2    | Claude Onesta     | Frankreich | 2003           | 2015            | 3    | –      | 2      | 5      |
| 3    | Nicolae Nedeff    | Rumänien   | 1961           | 1974            | 4    | –      | –      | 4      |
| 3    | Nikolaj Jacobsen  | Dänemark   | 2019           | 2025            | 4    | –      | –      | 4      |
| 5    | Daniel Costantini | Frankreich | 1993           | 2001            | 2    | 2      | –      | 4      |
| 6    | Curt Widmark      | Schweden   | 1954           | 1964            | 2    | 1      | 1      | 4      |

## B- und C-Weltmeisterschaft (1977–1992)
Als Qualifikationsturniere für die Handball-Weltmeisterschaft fanden von 1977 bis 1992 B- und C-Weltmeisterschaften statt, deren Erst- und Zweitplatzierte in die nächsthöhere Division auf- und deren beide Letztplatzierte in die niedrigere Gruppe abstiegen:
- B-WM für Männer in den ungeraden Jahren von 1977 bis 1989 sowie 1992,
- C-WM für Männer in den geraden Jahren von 1976 bis 1990.

## IHF Emerging Nations Championship (seit 2015)
Die IHF Emerging Nations Championship der IHF wird seit 2015 mit Nationalmannschaften von nationalen Verbänden ausgetragen, in denen Handball gezielt entwickelt werden soll.

## Nachwuchsturniere
Für Junioren- und Jugend-Mannschaften werden die U-21-Weltmeisterschaften sowie die U-19-Weltmeisterschaften veranstaltet.